# Дізьміно
Ді́зьміно (рос. Дизьмино, удм. Биграгурт) — село (до 26 жовтня 2004 року селище) у складі Ярського району Удмуртії, Росія.
В селі є дитячий садок та школа, працює деревообробне підприємство ТОВ «Лісозавод „Арта“» (з 2004, створене на базі лісгоспу). З 2002 року працює власна пекарня. В школі 2003 року була встановлена меморіальна дошка на честь льотчика майора Володимира Семакіна.

## Населення
Населення — 1411 осіб (2010, 1562 у 2002).
Національний склад станом на 2002 рік:
- удмурти — 62 %
- росіяни — 35 %